# Le Mesnil-Hardray
Le Mesnil-Hardray foi uma antiga comuna francesa na região administrativa da Normandia, no departamento de Eure. Estendia-se por uma área de 4,7 km². Em 2010 a comuna tinha 53 habitantes (densidade: 11,3 hab./km²).
Em 1 de janeiro de 2018, passou a formar parte da nova comuna de Le Val-Doré.